# Rosopaella cupreus
Rosopaella cupreus är en insektsart som beskrevs av Walker 1851. Rosopaella cupreus ingår i släktet Rosopaella och familjen dvärgstritar. Inga underarter finns listade i Catalogue of Life.